# لوگن‌دیل (نوادا)
لوگن‌دیل (به انگلیسی: Logandale) یک منطقهٔ مسکونی در ایالات متحده آمریکا است که در شهرستان کلارک، نوادا واقع شده‌است.